# Culture Club
Culture Club je britanski pop sastav osnovan u Londonu krajem 1970-ih. Naziv Culture Club uzimaju 1981. Prije ovoga nazivali su se The Sex Gang Children. Članovi sastava bili su Boy George, Jon Moss, Roy Hay i Mikey Craig.
Neki od poznatih hitova Culture Clubsa bili su "Do You Really Want to Hurt Me?", "Church of the Poison Mind", "It's a Miracle" i "Karma Chameleon". Ova zadnja pjesma je bila na vrhu top ljestvica u SAD i u Engleskoj. Radnja videa odigrava se u Mississippiju 1870. Video "It's a Miracle" je kratka priča kako je nastao Culture Club, i njegova povijest sve do trena pisanja ove pjesme.
Culture Club se raspada 1986. zbog toga što je Boy George postao ovisnik o drogama. Bio je uhićen od britanske policije zbog 
posjedovanja cannabisa.
1998. dolazi do ponovnog ujedinjenja sastava; izdaju jedan album i prave svjetsku turneju. Snimili su i jednu novu pjesmu "I Just Wanna Be Loved". Poslije nekoliko godina opet se razilaze.
Na nekoliko pjesama se pojavila i Helen Terry kao pjevačica, uglavnom kao prateći vokal.
Sastav je nagrađen jednim Grammyjem. Poslije raspada, Boy George započinje solo karijeru i tada nastaju pjesme "Run", "To be Reborn" i "When will you Learn".
Boy George je objavio 27. siječnja 2011. BBC-ju da će se sastav ponovno sastati glede proslave 30 godišnjice osnivanja sastava, i da će napraviti turneju nešto kasnije iste godine kao i da će objaviti novi album 2013. godine.

## Diskografija
- Kissing to Be Clever (1982.)
- Colour by Numbers (1983.)
- Waking Up with the House on Fire (1984.)
- From Luxury to Heartache (1986.)
- Don't Mind If I Do (1999.)
- Life (2018.) (potpisuju Boy George & Culture Club)

## Vanjske poveznice
- Službena stranica
- Culture Club na Allmusic.com